# Purwadadi Barat
Purwadadi Barat is een bestuurslaag in het regentschap Subang van de provincie West-Java, Indonesië. Purwadadi Barat telt 8642 inwoners (volkstelling 2010).